# Bahnhof Bad Zurzach

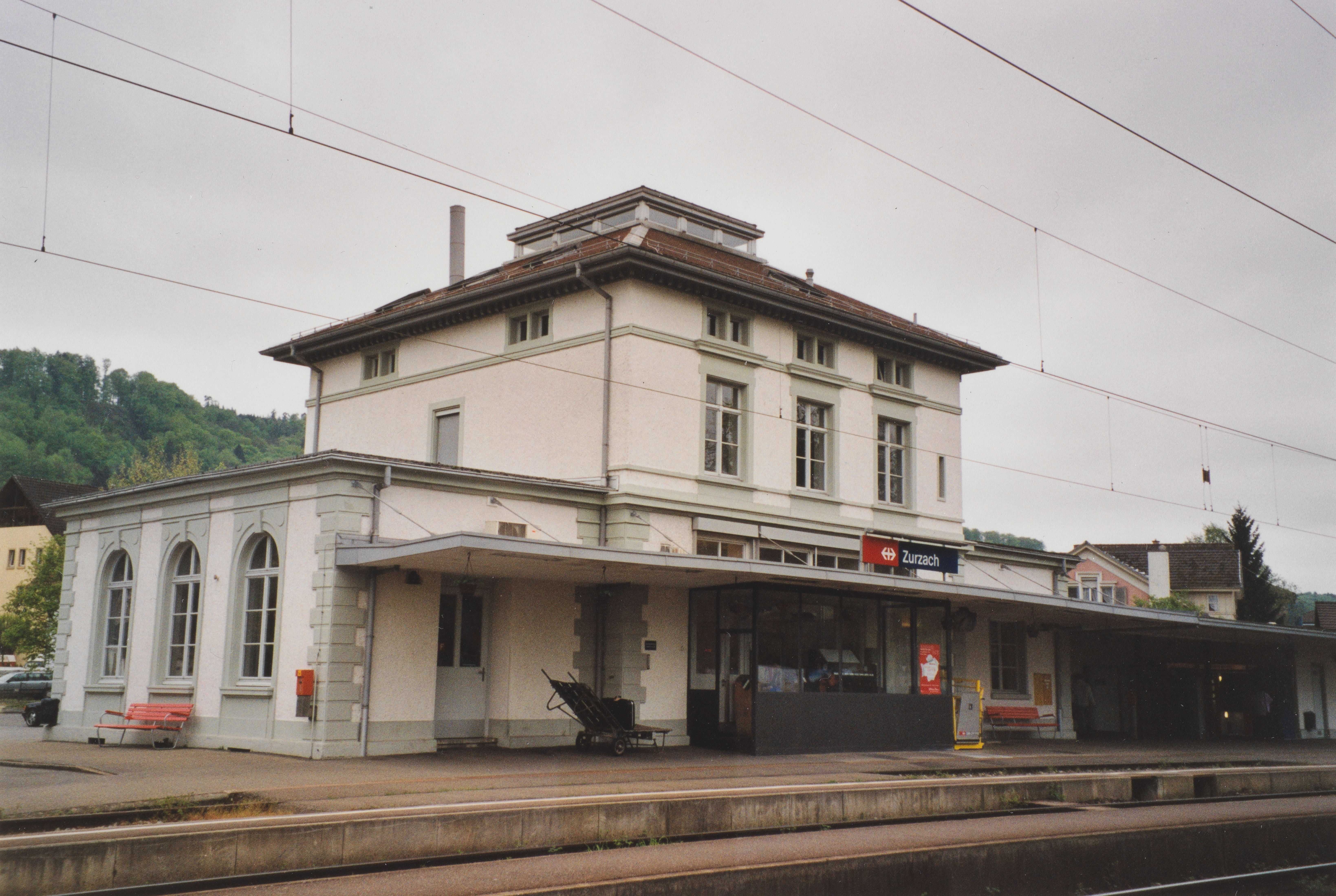
Bahnhof "Zurzach", Bahnseite 2001

Der Bahnhof Bad Zurzach ist der Bahnhof der Schweizer Ortschaft Bad Zurzach im Kanton Aargau. Er wurde zusammen mit der Bahnstrecke Winterthur–Koblenz am 1. August 1876 von der Schweizerischen Nordostbahn (NOB) eröffnet. Der Bahnhof wird von den Linien S27 der S-Bahn Aargau und S36 der S-Bahn Zürich bedient.

## Geschichte
«Der direkteste Weg von Paris nach Konstantinopel führt über Zurzach–Eglisau–Bülach–Winterthur …»

Diese euphorische Feststellung war 1870 im Vorfeld der Konzessionseingabe in Winterthur zu hören. Die von der Schweizerischen Nordostbahn (NOB) geplante Bahnstrecke Winterthur–Koblenz konnte bereits im Jahre 1876 nach nur vierjähriger Bauzeit eröffnet werden. Zusammen mit der Eröffnung der Bahnstrecke zog in Zurzach das Industriezeitalter ein.
1902 übernahmen die sich gleichzeitig neu gegründeten Schweizerische Bundesbahnen (SBB) die Bahnstrecke Winterthur–Bülach–Koblenz von der NOB, welche in die SBB eingegliedert wurde.
Bis Sommer 2013 wurde der Bahnhof Bad Zurzach modernisiert. Eines der bis dahin drei Gleise wurde entfernt, es wurde eine Unterführung gebaut, um das neugebaute Perron am Gleis 2 ohne Betreten der Gleise erreichen zu können. Zudem wurde das bis dahin in Betrieb befindliche Stellwerk vom Typ „Bruchsal G“ aus dem Jahre 1904 nach 109 Jahren Betrieb ersetzt. Es war das dienstälteste Stellwerk der SBB. Ersetzt wurde es durch ein Relaisstellwerk Typ Domino 67, welches seither von der Betriebszentrale Ost in Kloten ferngesteuert wird. Der alte Stellwerksapparat wurde der Gemeinde Bad Zurzach als Museumsstück übergeben.

## Verkehr

### Bahnverkehr
In Bad Zurzach hält stündlich die Linie S36 der S-Bahn Zürich. Diese bietet umsteigefreie Verbindungen nach Eglisau, Bülach sowie ins badische Waldshut (mit Anschluss an die Hochrheinbahn der DB nach Basel Badischer Bahnhof und Schaffhausen).
Halbstündlich versetzt verkehrt die Linie S27 der S-Bahn Aargau von Bad Zurzach über Koblenz und Döttingen nach Baden. Dadurch entsteht zwischen Bad Zurzach und Koblenz ein täglicher 30-Minuten-Takt.
| Zuggattung | Strecke                          | Taktfrequenz                       |
| ---------- | -------------------------------- | ---------------------------------- |
| S 27       | Baden – Waldshut / – Bad Zurzach | Koblenz – Waldshut nur Stundentakt |
| S 36       | Bülach – Bad Zurzach – Waldshut  | Stundentakt                        |

### Autobusverkehr
Eine Postautolinie führt nach Brugg (Linie 360) und eine Buslinie der Gesellschaft Regionalbus Zurzach nach Baldingen (Linie 358). In Zurzach selbst verbindet ein Gratisbus mit vier Linien die Quartiere mit dem Zentrum, dem Zurzacher Bahnhof sowie mit dem benachbarten Rietheim («Zurzibus»).
Darüber hinaus besteht noch eine grenzüberschreitende Buslinie der deutschen Regionalbusgesellschaft SBG Südbadenbus GmbH nach Tiengen am Hochrhein, welche jedoch nicht am Zurzacher Bahnhof hält.